# Tione di Trento
Tione di Trento är en ort och kommun i provinsen Trento i regionen Trentino-Sydtyrolen i Italien. Kommunen hade 3 660 invånare (2018).